# الیس مارسالیس جونیور
الیس مارسالیس جونیور (انگلیسی: Ellis Marsalis Jr.; ۱۴ نوامبر ۱۹۳۴ – ۱ آوریل ۲۰۲۰) نوازنده پیانو جاز اهل ایالات متحده آمریکا بود. وی بین سال‌های ۱۹۴۹ تا ۲۰۲۰ میلادی فعالیت می‌کرد.